# Тіосульфат натрію
Ті́осульфа́т на́трію — неорганічна сполука, натрієва сіль тіосульфатної кислоти складу Na2S2O3. За звичайних умов перебуває у формі свого кристалогідрату Na2S2O3·5H2O, який є безбарвними кристалами; при невеликому нагріванні втрачає кристалізаційну воду. Тіосульфат проявляє сильні відновні властивості, здатен утворювати координаційні сполуки із металами.
Напівлетальна доза тіосульфату натрію складає 7,5±0,752 г/кг тіла (для мишей). Завдяки своїй низькій токсичності, тіосульфат може вільно використовуватися у медичніх цілях — він є антидотом при отруєннях ціанідами і сполуками срібла.
Тіосульфат натрію застосовується у фотографії для розчинення броміду срібла, у целюлозно-паперовій і текстильній галузях — для нейтралізації залишків хлору. Тіосульфат є реагентом для визначення вмісту йоду, брому, хлору та сірки за методом йодометрії. В харчовій промисловості тіосульфат натрію застосовується як антиоксидант та секвестрант; у міжнародному реєстрі харчових добавок він має код E539.

## Фізичні властивості
Чистий тіосульфат натрію є білим, важким порошком, проте за звичайних умов він перебуває у формі свого пентагідрату Na2S2O3·5H2O, який кристалізується з розчинів у вигляді коротких призматичних або довгастих кристалів. На сухому повітрі, при 33 °C, він втрачає вологу, а при 48 °C тіосульфат розчиняється у власній кристалізаційній воді.
| 0 °C | 10 °C | 20 °C | 25 °C | 30 °C | 40 °C | 50 °C | 60 °C | 70 °C | 80 °C | 90 °C | 100 °C |
| ---- | ----- | ----- | ----- | ----- | ----- | ----- | ----- | ----- | ----- | ----- | ------ |
| 33,1 | 36,3  | 40,6  | 43,3  | 45,9  | 52,0  | 62,3  | 65,7  | 68,8  | 69,4  | 70,1  | 71,0   |

## Отримання
У промисловості тіосульфат натрію синтезують окисненням сульфіду, гідросульфіду або полісульфідів натрію. Окрім того, одним із поширених способів є взаємодія сірки із сульфітом натрію:
{\displaystyle \mathrm {Na_{2}SO_{3}+S\longrightarrow Na_{2}S_{2}O_{3}} }
Додавання сірки до суспензії сульфіту проводять при постійному перемішуванні. Внесення катіонних поверхнево-активних речовин збільшує змочування сірки і, відповідно, швидкість реакції. Вихід реакції залежить від температури, кількості сірки та інтенсивності перемішування. Розчини тіосульфату натрію фільтрують гарячими, попередньо позбувшись надлишку сірки, і при охолодженні з них кристалізується гідрат Na2S2O3·5H2O, який дегідратують при температурі 60—105 °C за атмосферного або зниженого тиску. Чистота продукту складає близько 99% та має незначні домішки сульфіту і сульфату натрію.
Іншими промисловими способами є обробка сполук натрію діоксидом сірки:
{\displaystyle \mathrm {2NaOH+SO_{2}+S\longrightarrow Na_{2}S_{2}O_{3}+H_{2}O} }
{\displaystyle \mathrm {2Na_{2}S+3SO_{2}\longrightarrow 2Na_{2}S_{2}O_{3}+S} }
Тіосульфат натрію також синтезується як побічний продукт у виробництві сірчаних барвників, де полісульфіди натрію окиснюються нітросполуками:
{\displaystyle \mathrm {2Na_{2}(S_{n})_{(conc.)}+O_{2}{\xrightarrow {t}}\ 2Na_{2}S_{2}O_{3}+(2n{-}4)S} }

## Хімічні властивості
Перебуваючи за звичайних умов у формі кристалогідрату, тіосульфат втрачає воду при слабкому нагріванні:
{\displaystyle \mathrm {Na_{2}S_{2}O_{3}\cdot 5H_{2}O{\xrightarrow {100-110^{o}C}}\ Na_{2}S_{2}O_{3}+5H_{2}O} }
Подальше нагрівання спричиняє розкладання речовини: із утворенням сірки або пентасульфіду натрію (із домішками інших полісульфідів):
{\displaystyle \mathrm {Na_{2}S_{2}O_{3}{\xrightarrow {220-300^{o}C}}\ Na_{2}SO_{3}+S} }
{\displaystyle \mathrm {4Na_{2}S_{2}O_{3}{\xrightarrow {600^{o}C}}\ 3Na_{2}SO_{4}+Na_{2}(S_{5})} }
У затемненому місці розчин тіосульфату може зберігатися протягом кількох місяців, але при кип'ятінні він одразу розкладається.
Тіосульфат є нестійким до дії кислот:
{\displaystyle \mathrm {Na_{2}S_{2}O_{3}+2HCl\longrightarrow 2NaCl+SO_{2}\uparrow \ +S\downarrow \ +H_{2}O} }
{\displaystyle \mathrm {Na_{2}S_{2}O_{3}+HCl_{(conc.)}{\xrightarrow {boiling}}\ NaCl+H_{2}SO_{4}+H_{2}S\uparrow } }
{\displaystyle \mathrm {Na_{2}S_{2}O_{3}+2HNO_{3(conc.)}\longrightarrow Na_{2}SO_{4}+2NO_{2}\uparrow +S\downarrow +H_{2}O} }
Він є сильним відновником:
{\displaystyle \mathrm {3Na_{2}S_{2}O_{3}+4H_{2}O_{2(conc.)}{\xrightarrow {ethanol}}\ 2Na_{2}S_{3}O_{6}+2NaOH+3H_{2}O} }
{\displaystyle \mathrm {5Na_{2}S_{2}O_{3}+8NaIO_{3}+H_{2}SO_{4}\longrightarrow 9Na_{2}SO_{4}+H_{2}SO_{4}+4I_{2}\downarrow } }
При взаємодії із галогенами тіосульфат відновлює їх до галогенідів:
{\displaystyle \mathrm {Na_{2}S_{2}O_{3}+4Cl_{2}+5H_{2}O\longrightarrow Na_{2}SO_{4}+H_{2}SO_{4}+8HCl} }
{\displaystyle \mathrm {Na_{2}S_{2}O_{3}+4I_{2}+10NaOH_{(conc.)}\longrightarrow 2NaSO_{4}+8NaI+5H_{2}O} }
{\displaystyle \mathrm {2Na_{2}S_{2}O_{3}+6F_{2}{\xrightarrow {-80^{o}C}}\ 4NaF+2SO_{2}F_{2}+2SOF_{2}} }
{\displaystyle \mathrm {2Na_{2}S_{2}O_{3}+I_{2}\longrightarrow Na_{2}S_{4}O_{6}+2NaI} }
Остання реакція знайшла застосування в аналітичній хімії у титриметричному методі йодометрія.
Тіосульфат бере участь у реакціях комплексоутворення, зв'язуючи сполуки деяких металів, наприклад, срібла:
{\displaystyle \mathrm {2Na_{2}S_{2}O_{3(conc.)}+AgCl\longrightarrow Na_{3}[Ag(S_{2}O_{3})_{2}]+NaCl} }

## Застосування
Тіосульфат натрію широко застосовується у фотографічній справі для розчинення броміду срібла з негативів чи відбитків. У целюлозно-паперовій і текстильній галузях тіосульфат застосовується для нейтралізації залишків хлору; він бере участь у дехлоруванні води.
У гірництві Na2S2O3 виконує роль екстрагента срібла з його руд. Тіосульфат є реагентом для визначення вмісту йоду, брому, хлору та сірки за методом йодометрії. Також тіосульфат є антидотом при отруєннях ціанідами і сполуками срібла.

## Structure

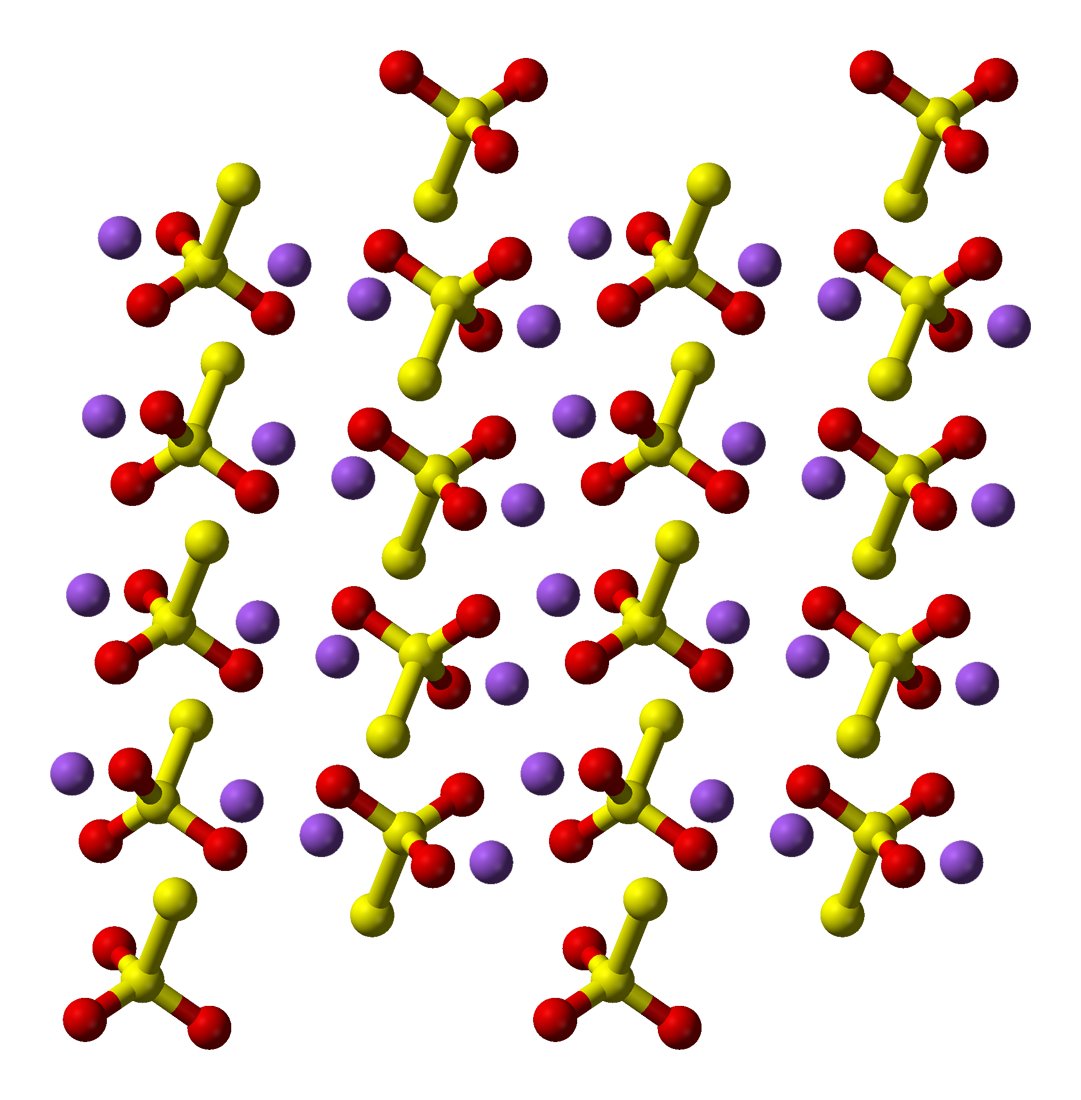
Структура тіосульфату натрію за даними рентгеноструктурного аналізу показує тетраедричний аніон тіосульфату, вбудований у мережу іонів натрію.
.червоний = O, жовтий = S

Два поліморфи є також відомими як пентагідрат. Ця ангідридна сіль існує може існувати у вигляді декількох поліморфів.  У твердому стані тіосульфатний аніон має тетраедричну форму та утворюється шляхом заміни одного з атомів кисню атомом сірки в сульфат-аніоні. Відстань S-S ідентифікує присутність одинарного зв'зку, що означає, що кінцевий заряд є негативним на сірці. Взаємодії S-O мають більш вирішений характер подвійних зв'язків.
1. ↑  Шаблон:Ullmann